# 6.810.000 liter water per seconde
6.810.000 liter water per seconde (ondertitel: Een stereofonische etude over de Niagarawaterval) is een hoorspel naar het boek 6.810.000 litres d’eau par seconde, étude stéréophonique (1965) van Michel Butor. Het werd onder de titel Sechs Millionen achthunderttausend Liter Wasser pro Sekunde op 1 december 1965 door de Süddeutscher Rundfunk uitgezonden, in een bewerking van Butor zelf en vertaald door Helmut Scheffel. In 2016 volgde een herhaling op SR 2 KulturRadio.
In 1968 werd het hoorspel als toneelstuk opgevoerd in Grenoble ter ere van de Olympische Winterspelen.
In een vertaling, bewerking en regie van Léon Povel werd het door de KRO uitgezonden in het programma Dinsdagavondtheater op dinsdag 15 december 1970, van 21:25 uur tot 22:25 uur (met een herhaling op zaterdag 26 juni 1971).

## Rolbezetting
Onderstaande lijst bevat de rolbezetting van de Nederlandse versie van het hoorspel. Bij de rolomschrijvingen worden de oorspronkelijke bewoordingen uit het script gebruikt.
- Paul van der Lek (de spreker)
- Frans Somers (de lezer)

Bezoekerstypen door het gehele jaargetijde:
- Wim van der Grijn & Joke Hagelen (een zojuist getrouwd stel)
- Huib Orizand & Tine Medema (een oud echtpaar)
- Arnie Breeveld & Mies Hagens (een negerechtpaar)
- Nel Snel (een oude dame)
- Hans Karsenbarg (haar gigolo)
- Albert Abspoel (een verleider)
- Christine Schreuder (zijn makkelijke prooi)
- Frans Vasen (een eenzame jongeman)
- Nora Boerman (een eenzaam meisje)
- Dick Scheffer (een weduwnaar)
- Eva Janssen (een weduwe)
- Marius Monkau (een neger)
- Ingeborg Uyt den Boogaard (een negerin)

## Inhoud
Portret van de Niagarawaterval en de toeristen die het gebied bezoeken aan de hand van de beschrijving van de watervallen die de Franse auteur F.R. Chateaubriand maakte tijdens zijn reis in 1791. De bevindingen, reacties van toeristen die de diverse watervallen, grotten, souvenirwinkels en hotels bezoeken worden vermengd met de reisbeschrijving van Chateaubriand.